# Aștileu
Aștileu é uma comuna romena localizada no distrito de Bihor, na região histórica da Crișana (parte da Transilvânia). A comuna possui uma área de 58.80 km² e sua população era de 3814 habitantes segundo o censo de 2007.